# Италиански провинциален танц
„Италиански провинциален танц“ (на немски: Italienischer Bauerntanz) е германски късометражен документален ням филм от 1895 година на режисьорите Макс и Емил Складановски с участието на две деца, Плоетц и Ларела. Филмът се състои от едва 48 кадъра.

## Сюжет
Две деца, момче и момиче, изпълняват пред камерата традиционен италиански провинциален танц.

## В ролите
- Плоетц като момчето
- Ларела като момичето

## Продукция и реализация
Филмът е заснет в Берлин. Премиерата му се състои на 1 ноември 1895 година, заедно с други седем филма на Складановски. Включен е в киносеанса Програма в зимната градина и като част от него освен в Германия е излъчван още в Нидерландия, Дания и Швеция до средата на 1896 година.